# Волтер Неш
Волтер Неш (англ. Sir Walter Nash; 12 лютого 1882, Ворчестершир, Англія — 4 червня 1968, Окленд) — новозеландський громадсько-політичний і державний діяч, 27-й прем'єр-міністр Нової Зеландії. Голова другого Лейбористського уряду Нової Зеландії (1957-1960), а також впливовий міністр фінансів (1935-1949). Представляв країну на Бреттон-Вудській конференції.